# Rodovia dos Imigrantes
La carretera de los Inmigrantes (en portugués, Rodovia dos Imigrantes; oficialmente SP-160) es una carretera brasileña del estado de São Paulo. Tiene 44 viaductos, siete puentes y catorce túneles, en 58,5 km de extensión, desde São Paulo hasta Praia Grande, en el litoral sur paulista.
Es la principal vía de acceso desde la ciudad de São Paulo a la Baixada Santista y hacia las playas del estado, con tráfico intenso de vehículos, sobre todo en verano y en las vísperas de feriado.
La Rodovia dos Imigrantes forma parte de un complejo de arterias denominado Sistema Anchieta-Imigrantes, de las cuales también forman parte las siguientes carreteras: Anchieta, Padre Manoel da Nóbrega y Cônego Domênico Rangoni.

Sistema de carreteras en Brasil, con las autopistas resaltadas en rojo.

## Historia
El 23 de enero de 1974 fue colocada la piedra fundamental de la carretera que sería inaugurada en 1976, considerada entonces como revolucionaria: está compuesta por viaductos y túneles atravesando la Serra do Mar. Estos deberían haber sido los carriles ascendentes (litoral-São Paulo) de las dos pistas previstas para Imigrantes, pero era revertida en dirección al tráfico que fuese más intenso, debido a que la construcción de los carriles descendentes no se concretizó por años.
La empresa privada Ecovias recibió la concesión por un periodo de 20 años para la operación y manutención de todo el Sistema Anchieta-Imigrantes el 27 de mayo de 1998. Dentro de otras exigencias, el contrato establecía que la concesionaria debía construir la pista descendente de la Rodovia dos Imigrantes. Esta fue inaugurada el 17 de diciembre de 2002. Con un proyecto rehecho en relación con el original, de 1986, los carriles descendientes poseen túneles aún más extensos y viaductos más modernos que los de la pista ascendente.
Ambas pistas de la carretera Imigrantes son reversibles. La administración del Sistema Anchieta-Imigrantes mantiene la práctica de revertir los carriles en un único sentido cuando el tráfico es muy intenso: generalmente, en las vísperas de feriados prolongados (en que los carriles son revertidos en el sentido capital-litoral), y al final de estos (cuando se revierten los carriles en el sentido litoral-capital).
La Pista Norte de Imigrantes posee once túneles. La Pista Sur posee cuatro, siendo dos de ellos los túneles carreteros más extensos de Brasil, el primero con 3.146 metros y el segundo con 3.009 metros de extensión. Túneles y viaductos tan extensos fueron necesarios para aminorar el impacto ambiental sobre la Serra do Mar durante la construcción de la Pista Sur. La construcción de la Pista Norte, en la década de 1970, exigió el desmantelamiento de 16.000.000 m², en cambio la construcción de la Pista Sur, inaugurada en 2002, desmanteló nada más que 400.000 m².

### Accidente histórico
El 15 de septiembre de 2011 alrededor de las 13 horas (horario de Brasilia) ocurrió un accidente que envolvió a 103 automóviles, con 29 heridos y la muerte de una persona. Los vehículos involucrados ocuparon cerca de 2 kilómetros de extensión. Las razones del accidente de acuerdo con la policía carretera fue la intensa neblina que dificultaba la visibilidad de los conductores. Aproximadamente 200 persona participaron del trabajo de rescate de las víctimas incluyendo 20 personas del cuerpo de bomberos, 38 de la policía carretera de São Paulo, 60 de la policía militar y otras sesenta personas de la concesionaria Ecovias. La carretera pudo ser normalizada recién al día siguiente a eso de las 12:30 horas (horario de Brasilia) casi 24 horas después del accidente.

## Peajes
La carretera Imigrantes tiene peajes desde su inauguración. Como las demás carreteras concesionadas, el valor del peaje sufrió fuertes aumentos, inclusive superando el valor de la inflación, considerados excesivos por la mayor parte de los usuarios.
Actualmente, el peaje de la Rodovia dos Imigrantes es el más caro de todo el estado de São Paulo, con un valor R$ 21,20, válido para el viaje de ida y vuelta en automóvil.

### Localización de los peajes
| Peaje     | km | Sentido | Localidad                    | Geocoordenadas                                         |
| --------- | -- | ------- | ---------------------------- | ------------------------------------------------------ |
| Puesto 1  | 16 | Sur     | Diadema                      | 23°40′54.12″S 46°36′39.97″O / -23.6817000, -46.6111028 |
| Puesto 2  | 20 | Sur     | Eldorado (Diadema)           | 23°43′04.93″S 46°36′21.25″O / -23.7180361, -46.6059028 |
| Puesto 3  | 26 | Sur     | Batistini (S. B. do Campo)   | 23°45′08.92″S 46°35′42.61″O / -23.7524778, -46.5951694 |
| Principal | 32 | Sur     | Piratininga (S. B. do Campo) | 23°49′14.71″S 46°34′57.18″O / -23.8207528, -46.5825500 |

## Recorrido
El trayecto de la Rodovia dos Imigrantes atraviesa los siguientes municipios, todos dentro del estado de São Paulo.
| Km | Municipio             | Región           |
| 0  | São Paulo             | Gran São Paulo   |
| 16 | Diadema               | Gran São Paulo   |
| 16 | São Bernardo do Campo | Gran São Paulo   |
| 58 | Cubatão               | Baixada Santista |
| 66 | São Vicente           | Baixada Santista |
| 72 | Praia Grande          | Baixada Santista |

## Galería de imágenes

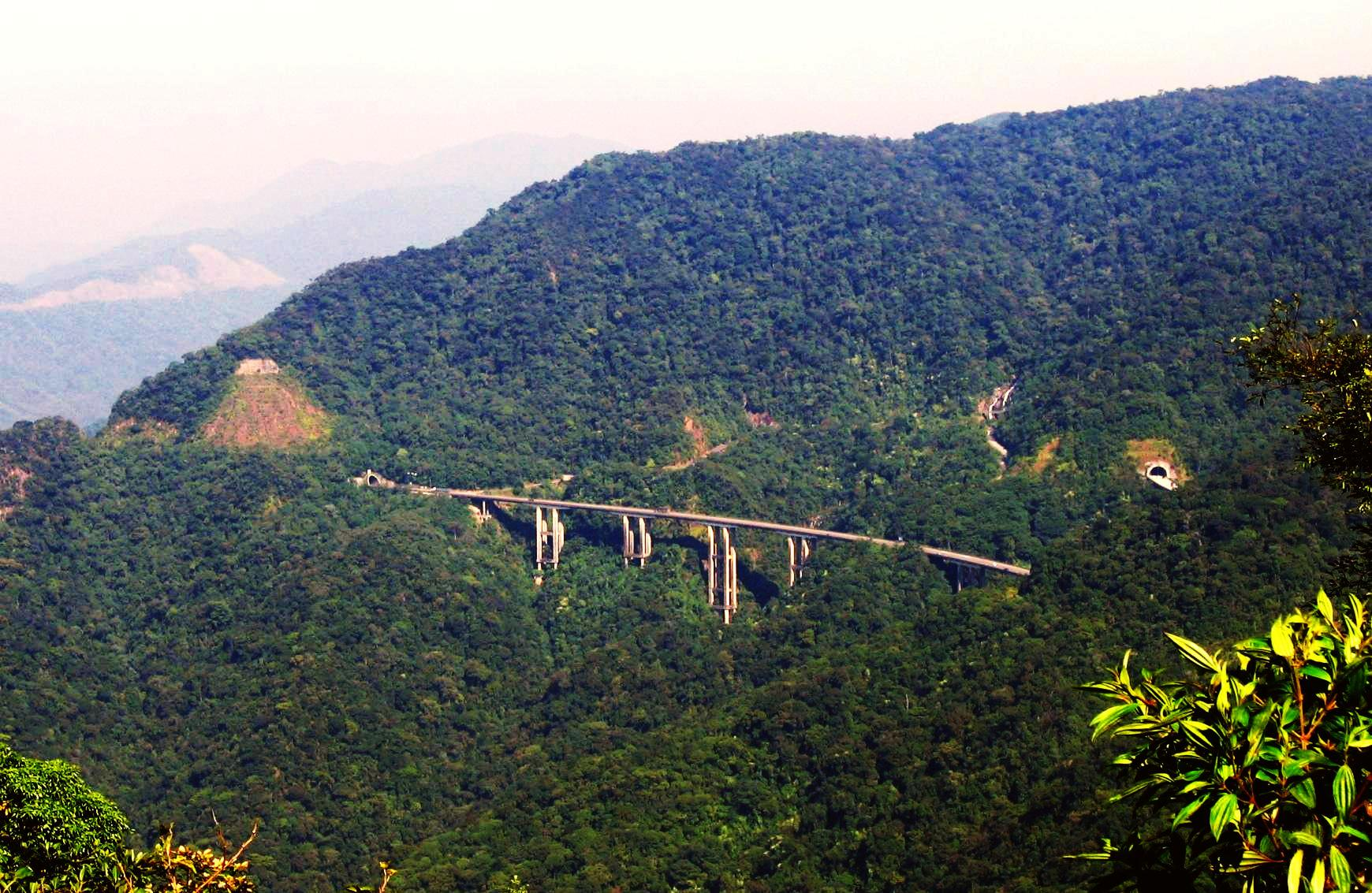
Tramo de la Rodovia dos Imigrantes atravesando la sierra.
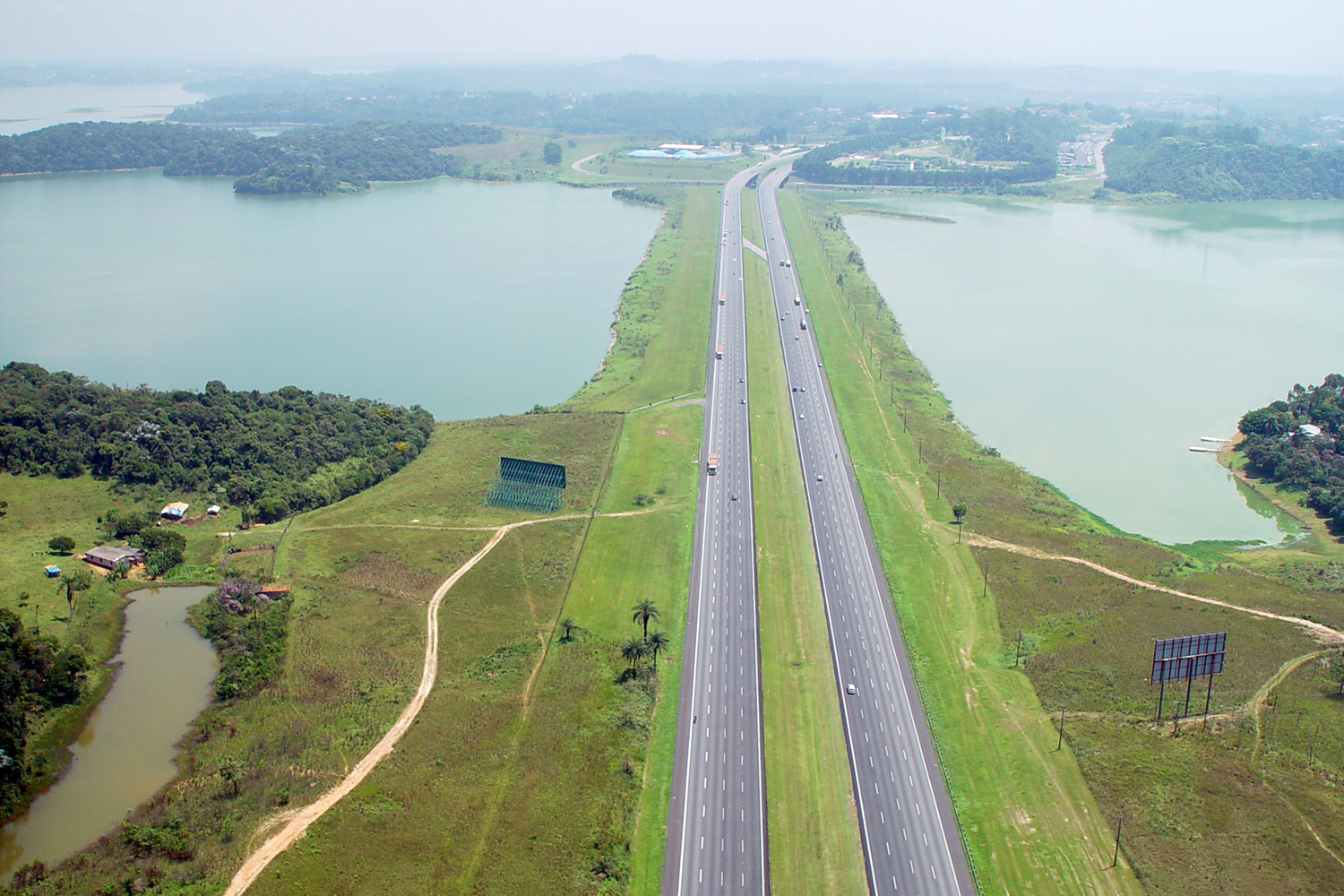
La carretera a su paso por la represa Billings.
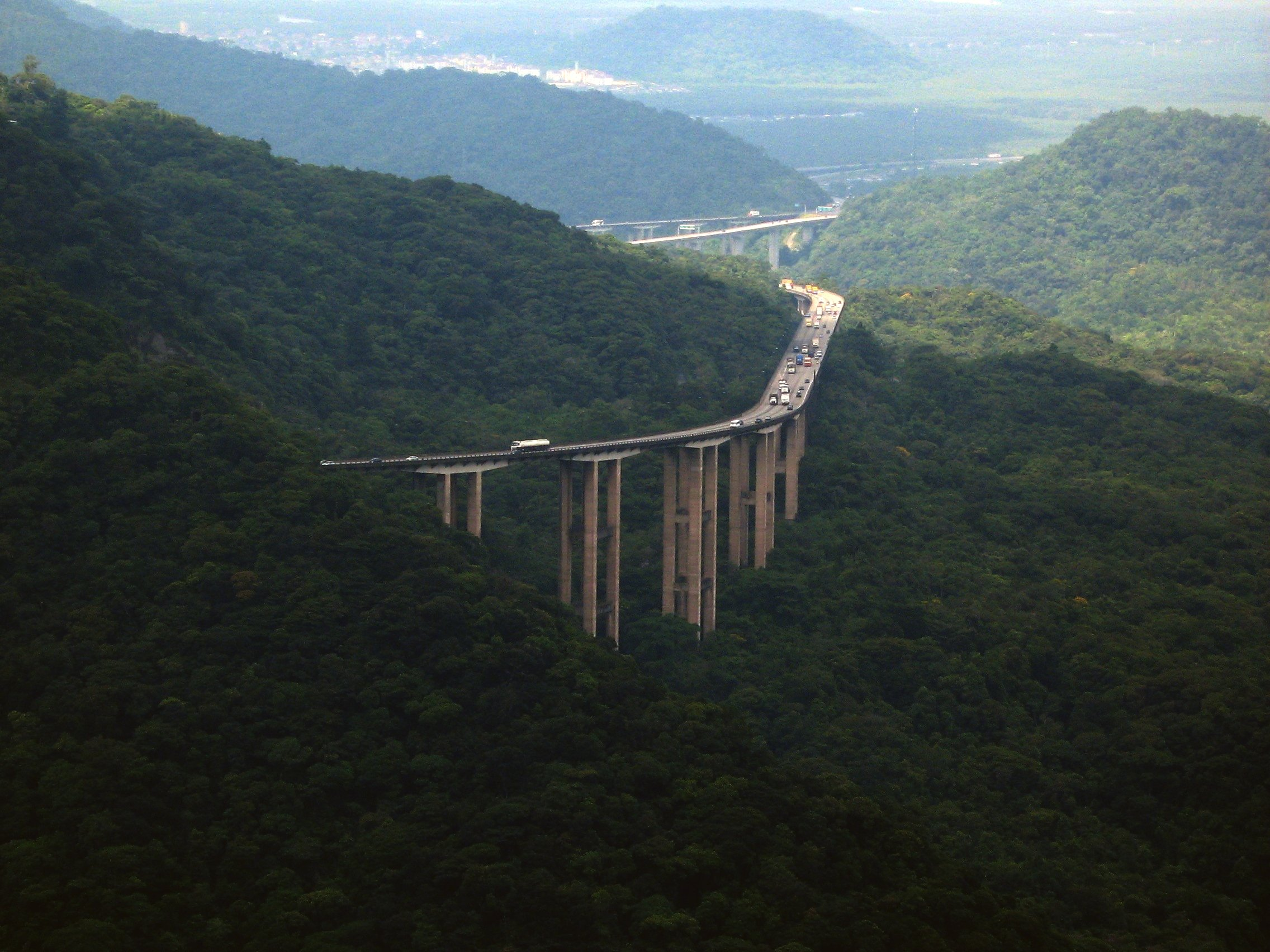
Tramo serrano de la Rodovia dos Imigrantes.